# Dombeya aethiopica
Dombeya aethiopica là một loài thực vật có hoa thuộc họ Sterculiaceae.
Loài này chỉ có ở Ethiopia.